# Requiescat in pace

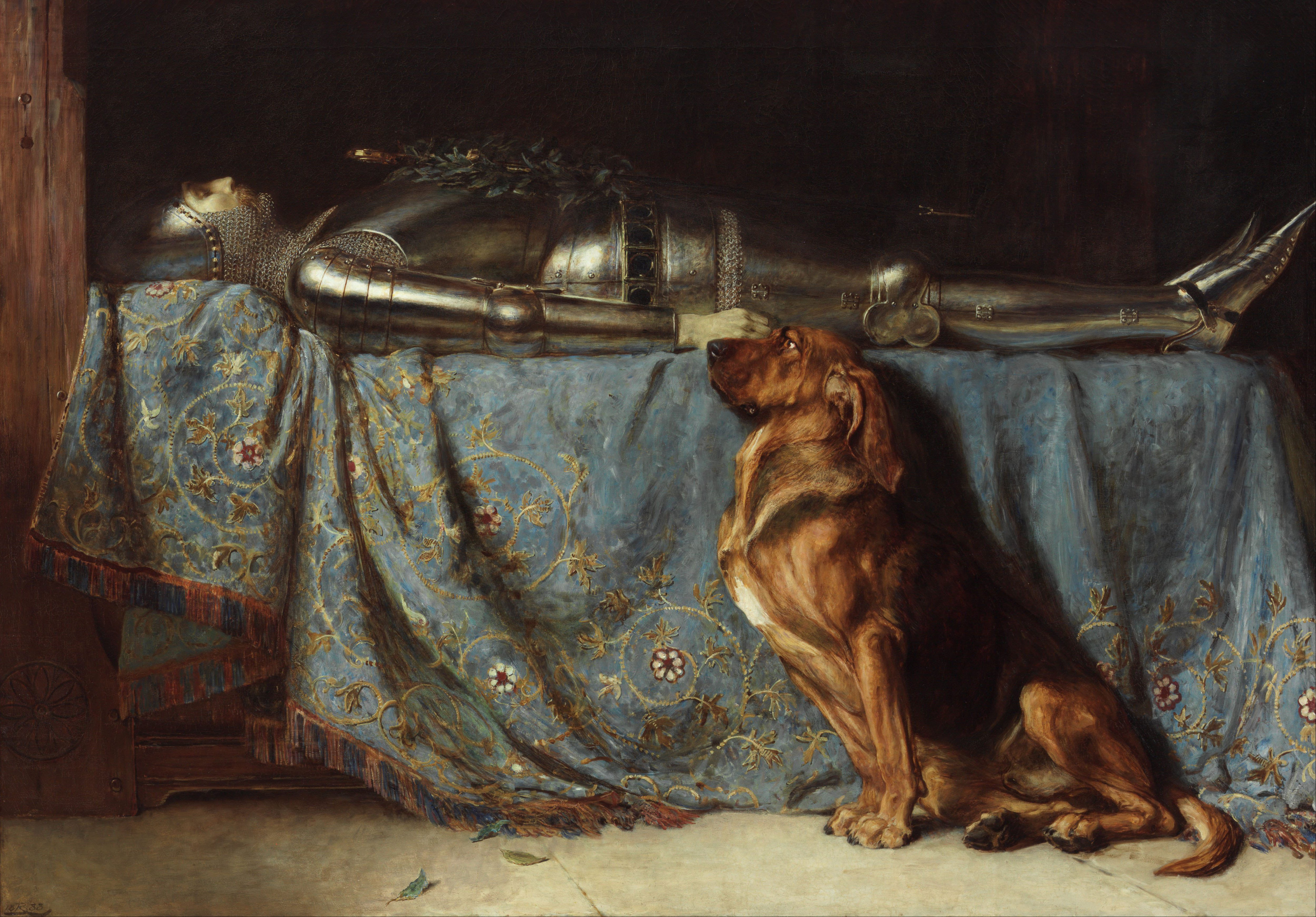
Requiescat, pintura a óleo de Briton Rivière, 1888
(Galeria de Arte de Nova Gales do Sul)

A frase latina requiescat in pace (no singular) ou requiescant in pace (no plural) (em português, "repouse em paz" ou "repousem em paz") é um curto epitáfio que geralmente aparece em lápides, muitas vezes sob o acrônimo "RIP".

A expressão literalmente diz "que descanse em paz" (singular) ou "que descansem em paz" (plural) do verbo latim no modo optativo. Em funerais da Igreja Católica Romana recita-se  a seguinte oração, dita no início e no fim:
| “ | Anima eius et animae omnium fidelium defunctorum per Dei misericordiam requiescant in pace | ” |

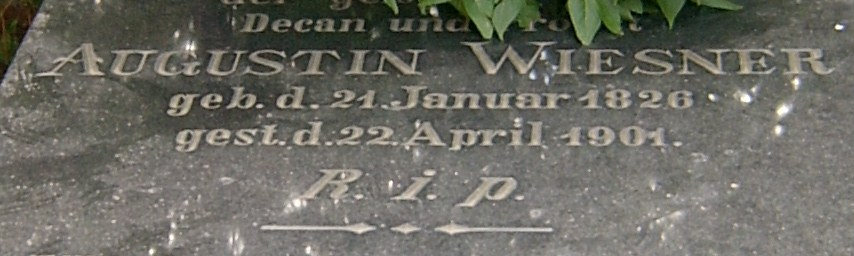
Lápide em Święciechowa, Polônia, constando "R. i. p."

## Utilização
A frase passou a ser registrada em lápides a partir do fim do século IV e tornou-se ubíqua nas tumbas de cristãos do século XVIII.
A frase dormit in pace (português: "ele(a) dorme em paz") foi encontrada em catacumbas romanas de cristãos primitivos e indicava que "eles morreram na paz da Igreja, isto é, unidos em Cristo".
Após ter-se tornado convencional, a ausência de uma referência à alma levou as pessoas a pensar que a frase era para o corpo físico, que foi chamado de "A mentira da sepultura". Isto é associado com a doutrina católica do juízo particular, que diz que a alma se separou do corpo após a morte, mas que eles vão se reunir no Dia do Juízo.